# Рейн, Андрей Викторович
Андре́й Ви́кторович Ре́йн (род. 9 июня 1982) — российский и казахстанский игрок в хоккей с мячом, вратарь, мастер спорта России (2004), мастер спорта международного класса Республики Казахстан (2012).

## Карьера

### Клубная
Воспитанник школы краснотурьинского «Маяка». В составе юношеских команд «Маяка» становится бронзовым призёром Кубка мира среди юношей (1997), побеждает в первенстве России (1999, лучший вратарь турнира). В составе юниорской команды становится бронзовым призёром первенства России (2000, лучший вратарь турнира).
Игровую карьеру на взрослом уровне начал в команде «Маяк»-2 (2000—2002), принимающей участие в первенстве России среди команд первой лиги.
С 2002 по 2007 год был игроком команды «Маяк», представляющей высшую лигу чемпионата России.
В 2007 году перешёл в московское «Динамо», с которым связаны основные достижения игрока на клубном уровне. В составе команды (2007—2009, 2010—2014, 2017—2020) становится пятикратным победителем чемпионата России и Кубка России, дважды побеждает в Кубке мира и Кубке чемпионов Эдсбюна. После перехода Дениса Половникова перед сезоном 2010/11 в «Динамо-Казань», становится в команде дублёром вратаря сборной России Кирилла Хвалько. В сезоне 2017/18 был основным вратарём «Динамо».
Большую часть сезона 2009/10 провёл в новосибирском «Сибсельмаше», выступая за команду на правах аренды.
С 2014 по 2017 год и в сезоне 2020/21 в составе архангельского «Водника». Перед сезоном 2014/15 на правах аренды перешёл в «Водник», призванный заменить на вратарской позиции Григория Лапина, который стал игроком московского «Динамо». Перед сезоном 2020/21 вновь переходит в «Водник», тогда как состав московских динамовцев пополнился вратарём сборной России Романом Черных, который перешёл в «Динамо» из «Водника».
С 2021 года вновь в составе «Маяка», принимающего участие в первенстве России среди команд Высшей лиги.

### Сборная Казахстана
В составе сборной Казахстана участник восьми чемпионатов мира, бронзовый призёр турниров 2012, 2013, 2014 и 2015 годов.

## Достижения
«Маяк»
- Серебряный призёр чемпионата России по мини-хоккею: 2004[16]
- Бронзовый призёр чемпионата России по мини-хоккею: 2003[17]
- Бронзовый призёр чемпионата России среди юниоров: 2000
- Чемпион России среди юношей: 1999
- Бронзовый призёр Кубка мира среди юношей: 1997

«Динамо» (Москва)
- Чемпион России (5): 2007/08, 2008/09, 2011/12, 2012/13, 2019/20
- Серебряный призёр чемпионата России (3): 2010/11, 2013/14, 2018/19
- Обладатель Кубка России (5): 2008, 2011 (весна), 2011 (осень), 2012, 2019
- Финалист Кубка России: 2018
- Обладатель Суперкубка России (2): 2013 (весна), 2013 (осень)
- Финалист Суперкубка России (2): 2019, 2020
- Обладатель Кубка мира (2): 2007, 2013
- Обладатель Кубка чемпионов Эдсбюна (2): 2008, 2013
- Финалист Кубка чемпионов Эдсбюна: 2010[18][19]

Сборная Казахстана
- Бронзовый призёр чемпионата мира (4): 2012, 2013, 2014, 2015

Личные
- Лучший вратарь чемпионата мира: 2012
- Лучший игрок «Водника»: 2015[20]

### Комментарии
1. ↑  Количество игр и пропущенных мячей за клуб(ы) в высшем дивизионе чемпионатов России
2. ↑  Результативные передачи